# Radu X Șerban
Radu Șerban (... – Vienna, 23 marzo 1620) era un nobile valacco che regnò come voivoda del principato durante due periodi dal 1602 al 1610 e durante il 1611. .

## Biografia
Un presunto discendente di Basarab V Neagoe, raggiunse un alto ufficio durante il regno di Michele il Coraggioso. Dopo essere salito al trono, continuò la politica di indipendenza della Valacchia. Avendo lottato con grandi difficoltà all'interno e all'esterno del paese, riuscì a far fronte con successo durante un regno durato quasi dieci anni e sconfisse con successo Simion Movilă e la Confederazione polacco-lituana . È stato notato per la sua particolare abilità politica e abilità militare, dimostrando di essere uno dei principi più degni di nota della Valacchia.